# For sale: baby shoes, never worn

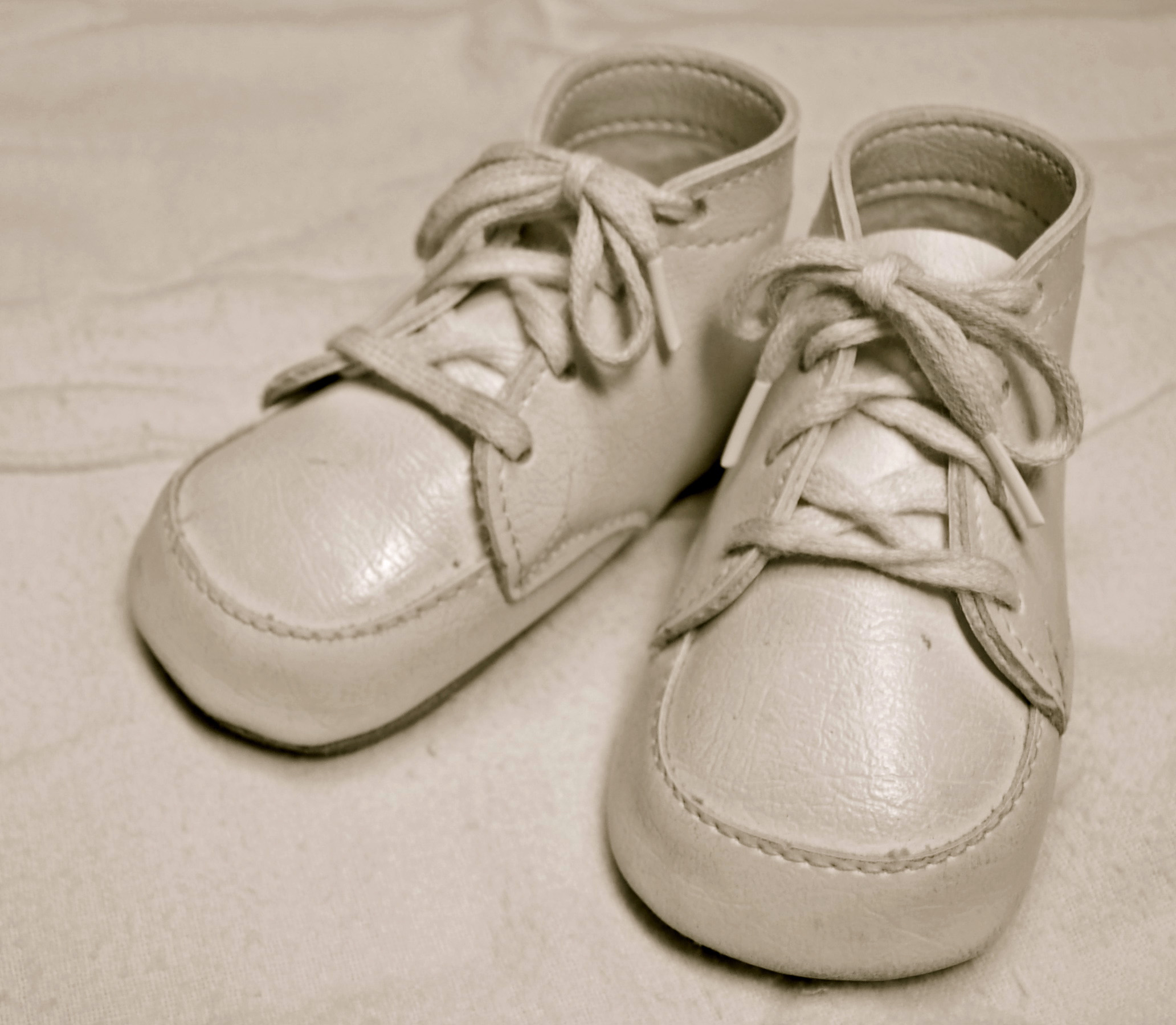
Eine 6-Wörter-Geschichte über ein Paar Babyschuhe gilt als extremes Beispiel für Flash Fiction.

For sale: baby shoes, never worn (zu deutsch „Zu verkaufen: Babyschuhe, nie getragen“) gilt als die Gesamtheit dessen, was als Sechs-Wörter-Geschichte bekannt wurde, und ist damit ein extremes Beispiel für das, was als Flash Fiction oder plötzliche Fiktion bezeichnet wird. Obwohl sie oft Ernest Hemingway zugeschrieben wird, ist die Verbindung zu ihm unbegründet, ähnliche Geschichten gab es bereits vor seiner Geburt.

## Setting
Die Behauptung von Hemingways Autorschaft hat ihren Ursprung in einer Anekdote über eine Wette zwischen ihm und anderen Schriftstellern. In einem Brief an den kanadischen Humoristen John Robert Colombo aus dem Jahr 1992 berichtet der Science-Fiction-Autor Arthur C. Clarke davon: Während eines Mittagessens mit Freunden in einem Restaurant (das unterschiedlich als Luchow’s oder The Algonquin bezeichnet wird), wettet Hemingway mit dem Tisch um je zehn Dollar, dass er eine ganze Geschichte in sechs Wörtern erfinden kann. Nachdem der Wetteinsatz erfolgt war, schreibt Hemingway „Zu verkaufen: Babyschuhe, nie getragen“ auf eine Serviette, reicht diese am Tisch herum und sammelt seinen Gewinn ein.

## Geschichte

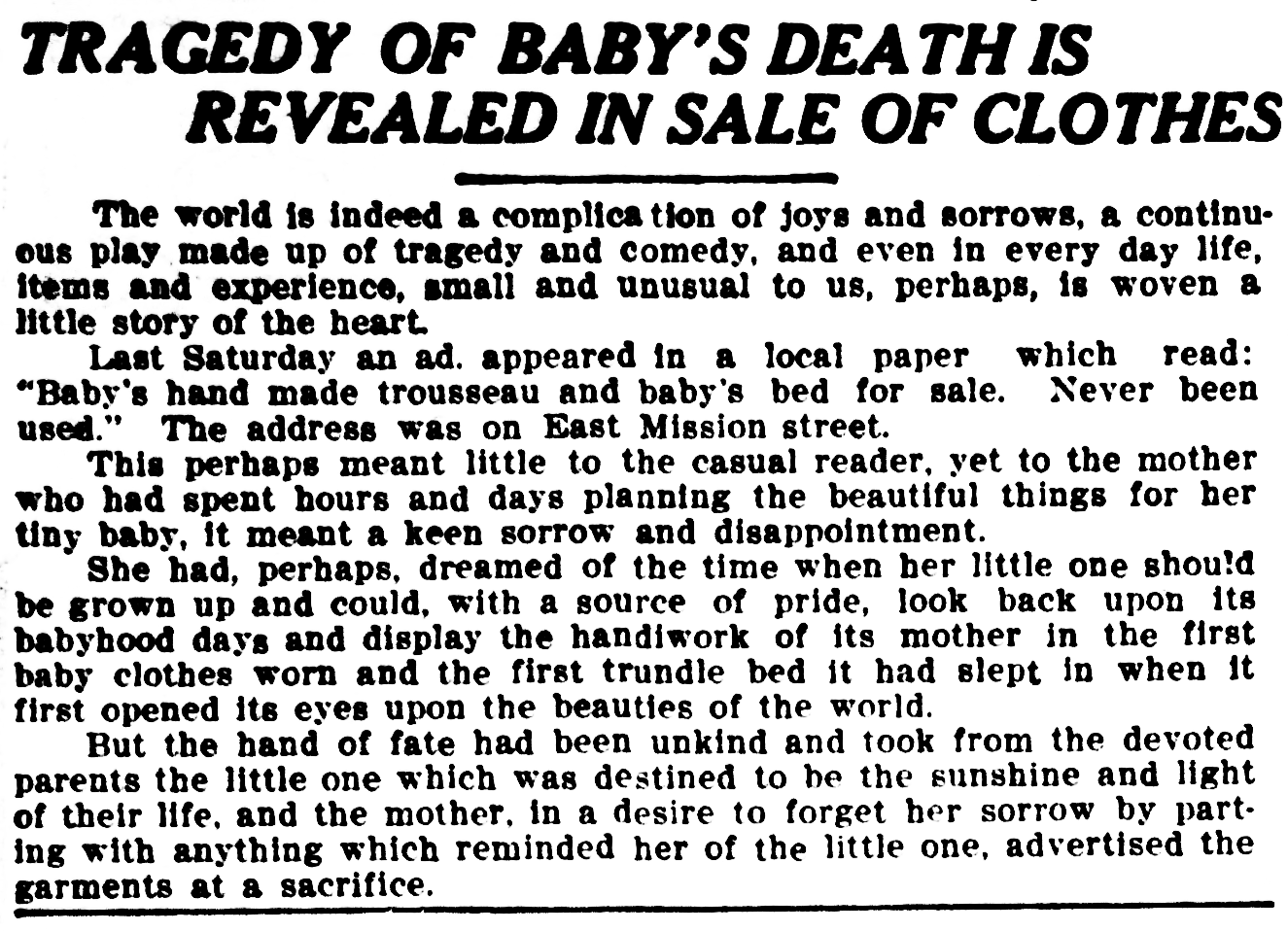
Dieser Artikel vom 16. Mai 1910 in The Spokane Press berichtet über eine frühere Anzeige, die der Autor als besonders tragisch empfand.

In der Ausgabe der Spokane Press vom 16. Mai 1910 erschien ein Artikel mit dem Titel „Die Tragödie des Todes eines Babys wird beim Verkauf von Kleidung aufgedeckt“. Zu diesem Zeitpunkt wäre Hemingway erst zehn Jahre alt gewesen, und damit Jahre davon entfernt, seine Schriftstellerkarriere zu beginnen.
1917 veröffentlichte William R. Kane einen Artikel in einer Zeitschrift mit dem Titel The Editor, in dem er die Grundidee einer trauernden Frau skizzierte, die ihr Baby verloren hatte, und sogar den Titel Little Shoes, Never Worn vorschlug. In seiner Version der Geschichte werden die Schuhe eher verschenkt als verkauft. Er schlägt vor, dass dies für den Verkäufer ein gewisses Maß an Trost bedeuten würde, da dies bedeuten würde, dass ein anderes Baby zumindest direkt davon profitieren würde.
Im Jahr 1921 wurde die Geschichte bereits parodiert: In der Juli-Ausgabe von Judge erschien eine Version, in der ein Kinderwagen anstelle von Schuhen verwendet wurde; dort beschrieb der Erzähler jedoch, wie er sich mit dem Verkäufer in Verbindung setzte, um ihm sein Beileid auszusprechen, nur um dann zu erfahren, dass der Verkauf auf die Geburt von Zwillingen und nicht auf die eines einzigen Kindes zurückzuführen sei.
Die früheste bekannte Verbindung zu Hemingway bestand 1991, dreißig Jahre nach dem Tod des Autors. Diese Zuschreibung stand in einem Buch von Peter Miller mit dem Titel Get Published!: Die Tipps eines Literaturagenten, wie Sie Ihre Werke verkaufen können. Er sagte, die Geschichte sei ihm 1974 von einem „gut etablierten Zeitungssyndikator“ erzählt worden. 1992 druckte John Robert Colombo einen Brief von Arthur C. Clarke, in dem die Geschichte wiederholt wurde, wobei Hemingway jeweils 10 Dollar von Schriftstellerkollegen gewonnen hatte.
Diese Verbindung zu Hemingway wurde durch ein Ein-Mann-Stück namens Papa von John deGroot verstärkt, das 1996 uraufgeführt wurde. Es spielt während einer Fotosession im Life Magazine im Jahr 1959 und hat die Figur deGroot, die den Satz ausspricht. Im Playbill verteidigte deGroot seine Darstellung von Hemingway mit den Worten: „Alles in dem Stück basiert auf Ereignissen, wie sie von Ernest Hemingway beschrieben wurden, oder von denen, die ihn gut kannten. Ob diese Dinge tatsächlich geschehen sind oder nicht, werden wir nie wirklich wissen. Aber Hemingway und viele andere behaupteten, sie seien es gewesen.“

## Vermächtnis
Das allgemeine Konzept des Versuchs, eine Geschichte mit dem absoluten Minimum an Worten zu erzählen, wurde unter dem allgemeinen Begriff der Flash-Fiction bekannt. Insbesondere die Sechs-Wörter-Grenze hat das Konzept der Sechs-Wörter-Memoiren hervorgebracht, darunter eine Sammlung, die 2008 vom Smith Magazine in Buchform veröffentlicht wurde, und zwei 2009 veröffentlichte Fortsetzungen.